# Frumenci d'Axum
Frumenci d'Axum (Tir, segle iv - Regne d'Axum, ca. 383) fou un eclesiàstic sirofenici, considerat com l'Apòstol d'Etiòpia i primer bisbe d'Axum. És venerat com a sant per diverses confessions cristianes.

## Biografia
Frumenci havia nascut a Tir, ciutat sirofenícia, als primers anys del segle iv. Era un nen quan, cap al 316, anà de viatge cap a Etiòpia amb el seu germà Edesi, acompanyant el seu oncle i mestre Meropi, filòsof. Quan eren de camí, en aturar-se a un poble costaner de la Mar Roja, la població atacà la tripulació del vaixell i matà tothom menys els dos nens. Aquests foren venuts com a esclaus al rei d'Axum, de qui es van guanyar la confiança. El rei va fer Frumenci coper seu i, en morir, els donà la llibertat. La reina vídua, però, els demanà que hi restessin com a tutors del jove hereu al tron, Ezana.

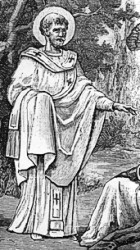
Gravat amb Frumenci a Axum.

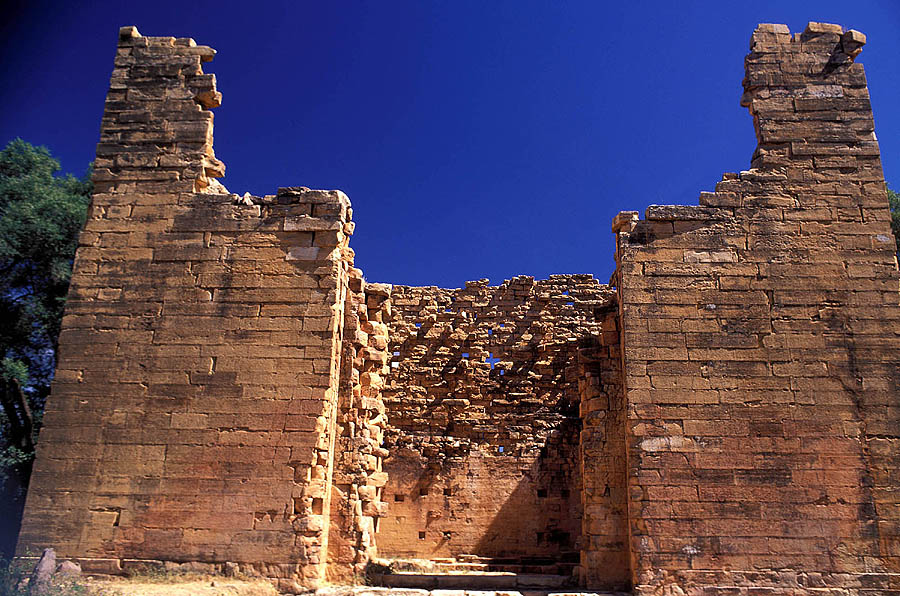
El temple de Yeha, a Tigre, és un dels més antics d'Etiòpia, del s. V.

Hi restaren i, especialment Frumenci, van fer servir la seva influència per introduir el cristianisme al regne: primer animaren els comerciants cristians que hi arribaven que practiquessin la seva fe obertament, i després convertiren alguns etíops. Ezana, admirat de la saviesa de Frumenci, es convertí al cristianisme i concedí a Frumenci el permís per construir esglésies cristianes per als mercaders que hi arribaven, i l'autorització per predicar al seu poble.
Quan Ezana fou major d'edat, Edesi retornà a Tir i hi fou ordenat prevere. Frumenci fou alliberat perquè també tornés a casa seva, però anà a Alexandria, on demanà al patriarca Atanasi que enviés a Etiòpia un bisbe per continuar-hi la predicació. Atanasi va pensar que no hi hauria millor candidat que el mateix Frumenci i el consagrà bisbe; va aplegar un grup de missioners per ajudar-lo en l'evangelització d'Etiòpia i els va enviar: la tradició diu que fou l'any 328 o 340-346.
En tornar a aquest país va erigir la seu episcopal a Axum, va batejar el rei Ezana i hi construí nombroses esglésies. Els etíops es convertiren en gran nombre i el rei Ezana va fer del cristianisme religió oficial al país, nomenant Frumenci cap de l'Església Ortodoxa Etíop o Abune. El poble l'anomenà Kesate Birhan o "Revelador de la Llum" i Abba Salama, és a dir "pare pacífic". A Frumenci s'ha atribuït la traducció de la Bíblia a la llengua ge'ez, com també de la litúrgia cristiana.

## Veneració
És el fundador de l'Església Ortodoxa Tewahedo (Unificada) Etíop o Església Ortodoxa Etíop. Aquesta en celebra la festivitat el dia 1 d'agost. Els coptes el celebren el 18 de desembre, els ortodoxos el 30 de novembre i els catòlics el 20 de juliol.